# نويل ويلسون
نويل ويلسون (24 ديسمبر 1979 بنغالور الهند - ) هو لاعب كرة قدم هندي، يلعب كلاعب وسط.